# Álvaro Pereira de Lacerda
Álvaro Pereira de Lacerda (Lisboa, 1877 — Lisboa, 3 de outubro de 1943), frequentemente referido por Álvaro Lacerda, foi um grande comerciante e industrial, administrador de diversas empresas, desportista e político que, entre outras funções, foi presidente da Associação Comercial de Lisboa, Ministro da Agricultura do 23.º governo republicano, em funções entre 21 de janeiro e 27 de janeiro de 1920, e comissário-geral do Comissariado Geral dos Abastecimentos. Para além de ter sido um desportista eclético, mas com particular destaque para a natação, foi fundador e dirigente associativo, ganhando particular destaque como pioneiro do jornalismo desportivo.

## Biografia
Foi um grande comerciante e industrial, director de empresas agrícolas, administrador de uma empresa de minas, comissário-geral dos abastecimentos no período difícil do pós-guerra da Primeira Guerra Mundial, director e presidente de associações comerciais e industriais e representante de Portugal em conferências internacionais de trabalho. 
Foi figura de destaque em O Século, em certo período de existência do conhecido periódico. Foi ainda conferencista, arqueólogo, historiador e «diseur» que ilustrou um posto de rádio de Lisboa numa série brilhante de palestras sobre Lisboa e os seus monumentos. 
Foi praticante de vários desportos, membro do Comité Olímpico de Portugal, presidente da Confederação Portuguesa de Desportos, fundador de várias federações por si ou em representoção do Ginásio Club. Foi um dos pioneiros da natação de competição em Portugal, presidente do Real Ginásio Club Português (na grafia do tempo, o Real Gymnásio Club Portuguez). Durante a sua gerência foi o introdutor do método de Ling nas aulas do Ginásio Clube Português no ano de 1901. Também nesse ano, dirigiu um ofício ao Director Geral de Instrução Pública alertando-o que a metodologia do ensino da ginástica seguida em alguns estabelecimentos
de ensino era considerada perigosa para a saúde. Foi um devotado defensor de todos os desportos e teve um papel fundamental na fundação da Liga de Natação tendo conseguido, com o seu trabalho, colocar a natação num plano de evidência, organizando diversos campeonatos que trouxeram esta modalidade à ribalta. Em 1906, participou no primeiro campeonato da meia-milha no Alfeite.
Álvaro de Lacerda foi um desportista eclético, jogador da fase pioneira da introdução do futebol, nadador que deteve durante algum tempo o recorde da travessia do Tejo em Lisboa, ciclista e atirador. Assumiu muito novo funções de director e presidente da direção do Ginásio Clube Português, instituição que lhe deve, especialmente, a introdução da Ginástica de Ling e o lançamento da natação como desporto organizado. Tal introdução ocorreu em 1902, ano em que chegou a Lisboa, vindo da Suécia, o médico Dr. João Abranches dos Santos. Trazia ideias novas sobre educação física, assentes no método de Ling, ou seja a ginástica sueca, como ficou conhecida. O Real Ginásico Clube Português resolveu então abrir cursos livres de ginástica nas salas do clube, ministradas pelo dr. Abranches dos Santos. No primeiro curso inscreveram-se nomes já consagrados, praticantes de ginástica e professores da nova modalidade pedagógica, entre os quais Carlos Xafredo, Álvaro Lacerda, José Pontes, João de Brito, Walter Awata, Artur dos Santos, Carlos Fernandes e Luís Maria de Lima da Costa Monteiro.
Foi jornalista desportivo dos mais brilhantes. Dentro do jornalismo, colaborou em vários jornais desportivos, desde os primeiros periódicos de desporto. Distinguiu-se particularmente na direção do Jornal de Sport e em O Sport de Lisboa, de que foi diretor, quando aqueles periódicos se fundiram. Deixou obra notável, mesmo se a compararmos com o posterior desenvolvimento da imprensa da especialidade em Lisboa.
Na política foi Ministro da Agricultura e Abastecimentos do 23.º governo republicano, mas esteve em funções apenas entre 21 de janeiro e 27 de janeiro de 1920, sendo substituído por não aceitar permanecer no governo.
Foi um dos promotores e grande apoiante da criação do Museu Nacional de Arte Contemporânea em Lisboa. Foi agraciado com o grau de grande-oficial da Classe do Mérito Industrial em 1932. Foi casado com Madeleine Viriot de Lacerda, falecendo aos 66 anos de idade, sem filhos.

## Obras
Para além de múltiplos artigos dispersos pela imprensa periódica, particulamente a desportiva, é autor, entre outras, das seguintes obras:
- A Educação Física. Lisboa, Livraria Profissional, 1918.
- Monumentos aos descobrimentos dos portugueses nos séculos XV e XVI. Lisboa : [s.n.], 1938.
- A cultura do linho na Carapinha : conferência. Lisboa : Bertrand, 1940.
- Da indole rotária. [S.l. : s.n.], 1940.
- Cartas a um provinciano. Lisboa : A. de Lacerda, 1939.
- Cartas a um provinciano : o Museu da Arte Contemporânea do Zé Manel. [S.l. : s.n.], 1935.
- O Infante D. Henrique e o sítio de Belém. [S.l. : s.n.], 1941.
- A igreja de S. Roque : cartas a um provinciano do Zé Manel. Lisboa : A. de Lacerda, 1934.
- A igreja de S. Roque e as suas maravilhas : cartas a um provinciano do, Zé Manel. [S.l. : s.n.], 1935.